# Athetis prochaskai
Athetis prochaskai är en fjärilsart som beskrevs av Pierre E.L. Viette 1963. Athetis prochaskai ingår i släktet Athetis och familjen nattflyn. Inga underarter finns listade i Catalogue of Life.